# Harry York
Harry York, född 16 april 1974, är en före detta kanadensisk ishockeyspelare (forward) som spelade i NHL under fyra säsonger mellan 1996 och 2000.
Harry York spelade för St. Louis Blues, New York Rangers, Pittsburgh Penguins samt Vancouver Canucks under sin tid i NHL. Han hade sin bästa tid i NHL under den första säsongen och överraskade alla då han kom till ligan utan att tidigare ha blivit listad. Totalt spelade han 244 matcher i NHL och gjorde på dessa matcher 75 poäng.
Harry York är av indianskt ursprung (creeindian) och var en av de första spelarna med indianskt ursprung att spela i NHL.